# アラメダ駅
アラメダ駅（ポルトガル語: Estação Alameda）はポルトガルのリスボンアロイオス地区とアレエイロ地区の境にある、リスボンメトロ（リスボン地下鉄）の駅。緑線と赤線の乗換駅である。

## 沿革
緑線の駅は1972年6月28日に開業。赤線の開業前の1998年3月3日に緑線駅構内の全面改装が完了した。この改修工事は赤線への駅の連絡通路の建設の他、駅のホームを延長も含まれていた。
1997年10月19日未明、レッドライン建設工事中に火災が発生し、作業員2名が死亡した。赤線の駅は1998年5月19日に開業。

## 駅構造
緑線・赤線共に相対式ホーム2面2線を有する地下駅。
緑線の駅施設は開業時は建築家ディニス・ゴメスの設計、画家マリア・ケイルのデザインの元建築されたが、1998年の改修・拡張工事時には建築家マヌエル・タイニャの設計、画家ルイス・ノローニャ・ダ・コスタデザインの元改修された。
赤線は建築家マヌエル・タイニャの設計、造形芸術家アントニオ・コスタ・ピニェイロと彫刻家アルベルト・カルネイロのデザインの元建築された。
駅出入口用の階段は8箇所、エレベータは1基ある。

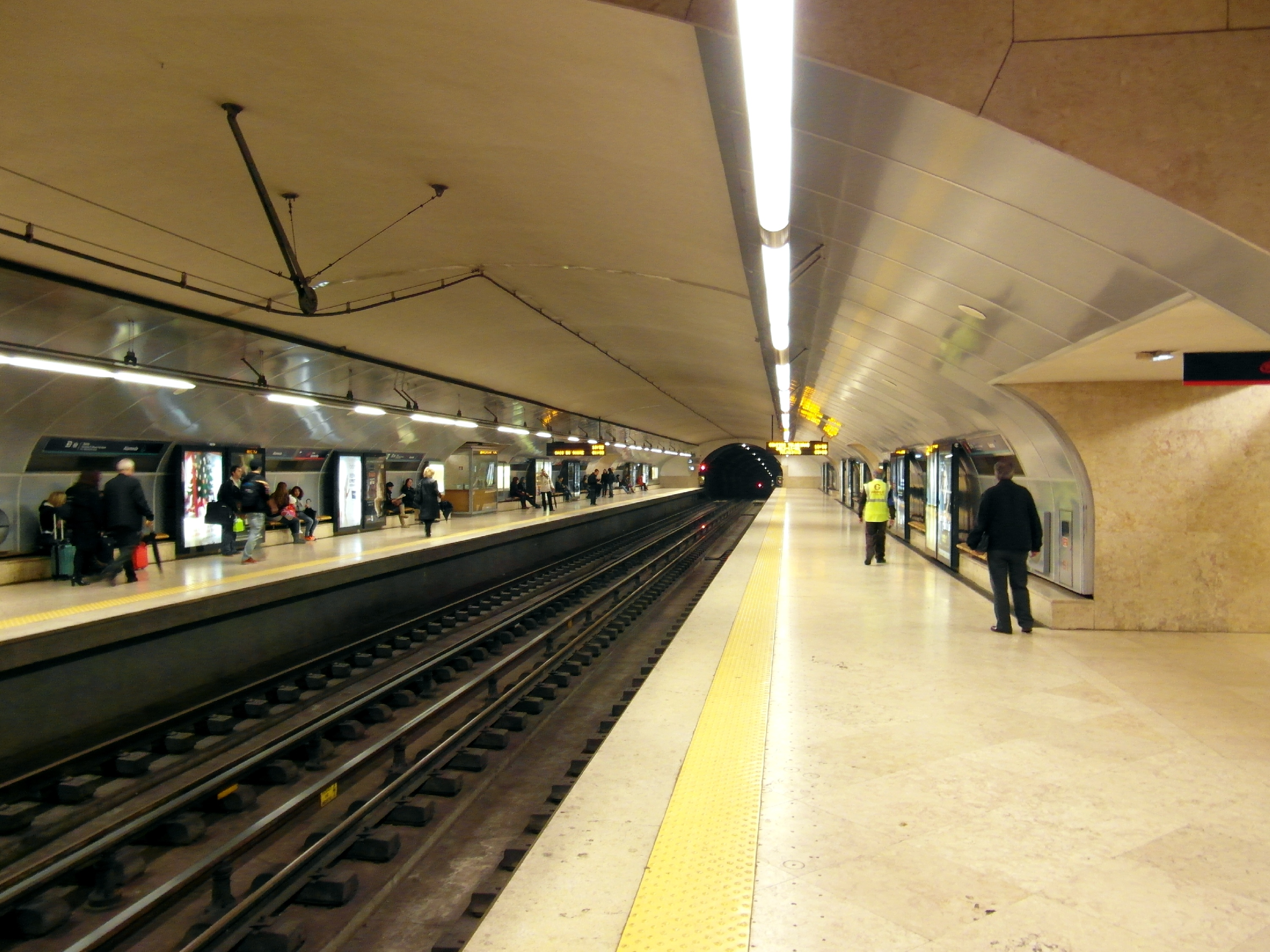
緑線ホーム
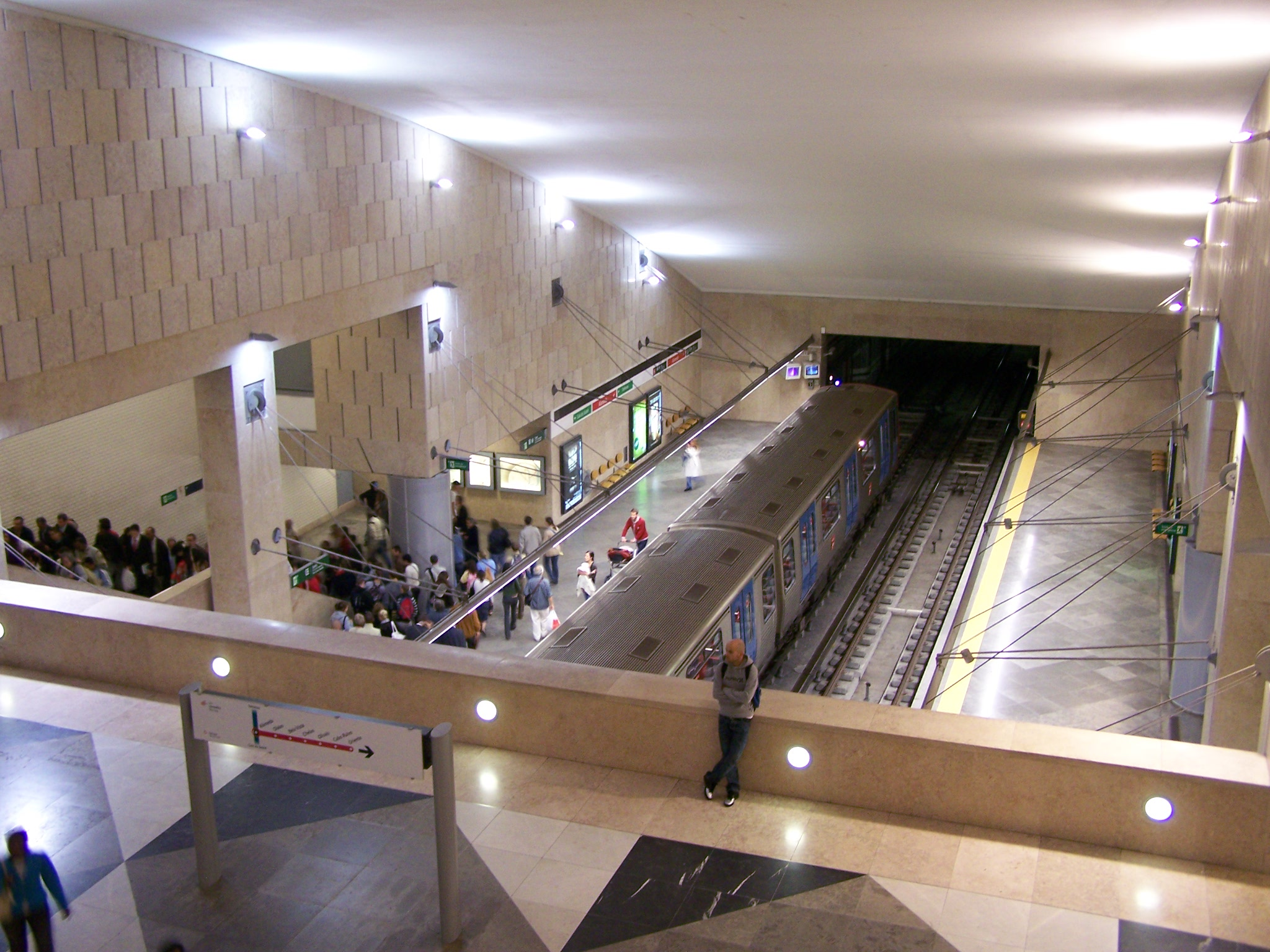
赤線ホーム
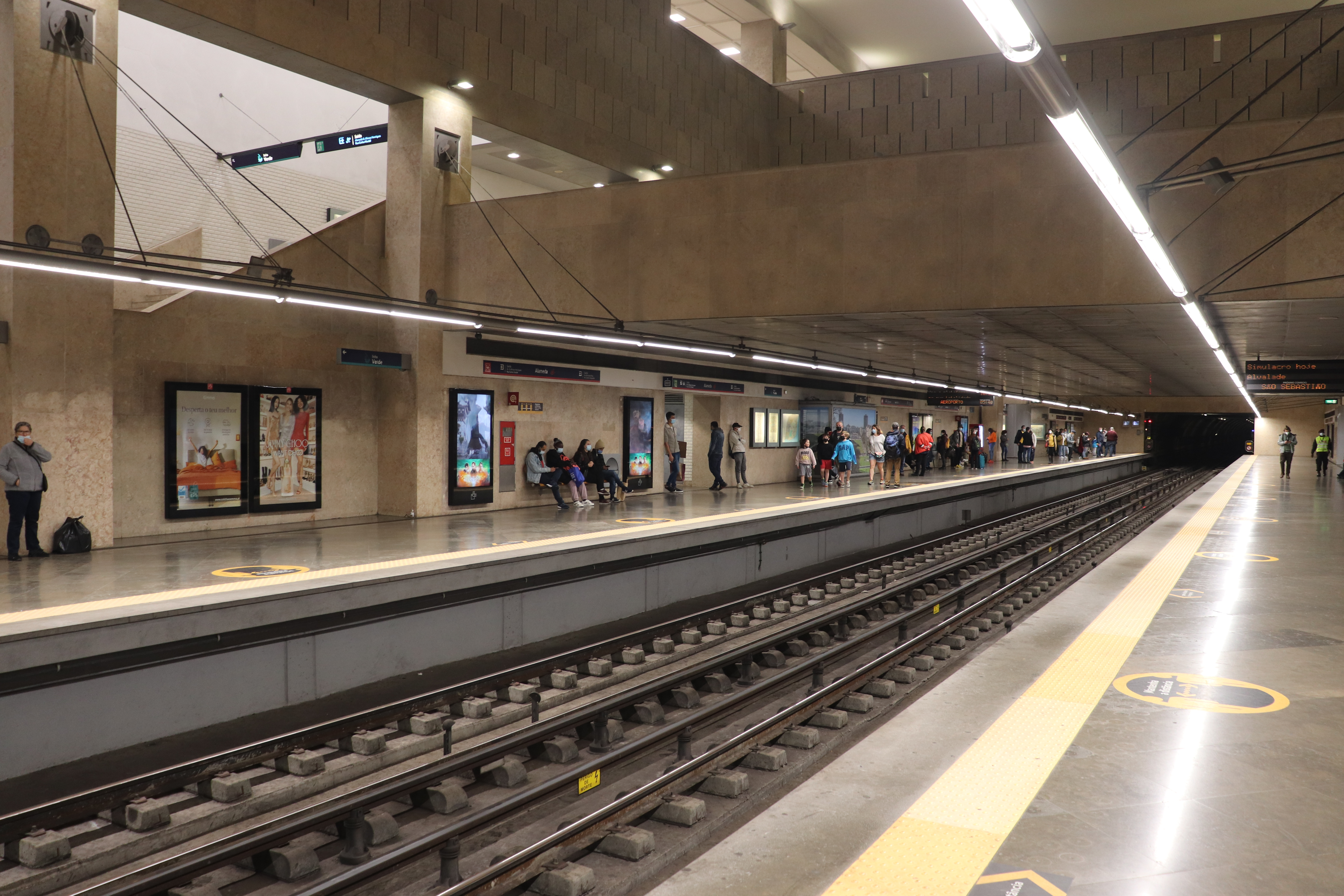
赤線ホーム
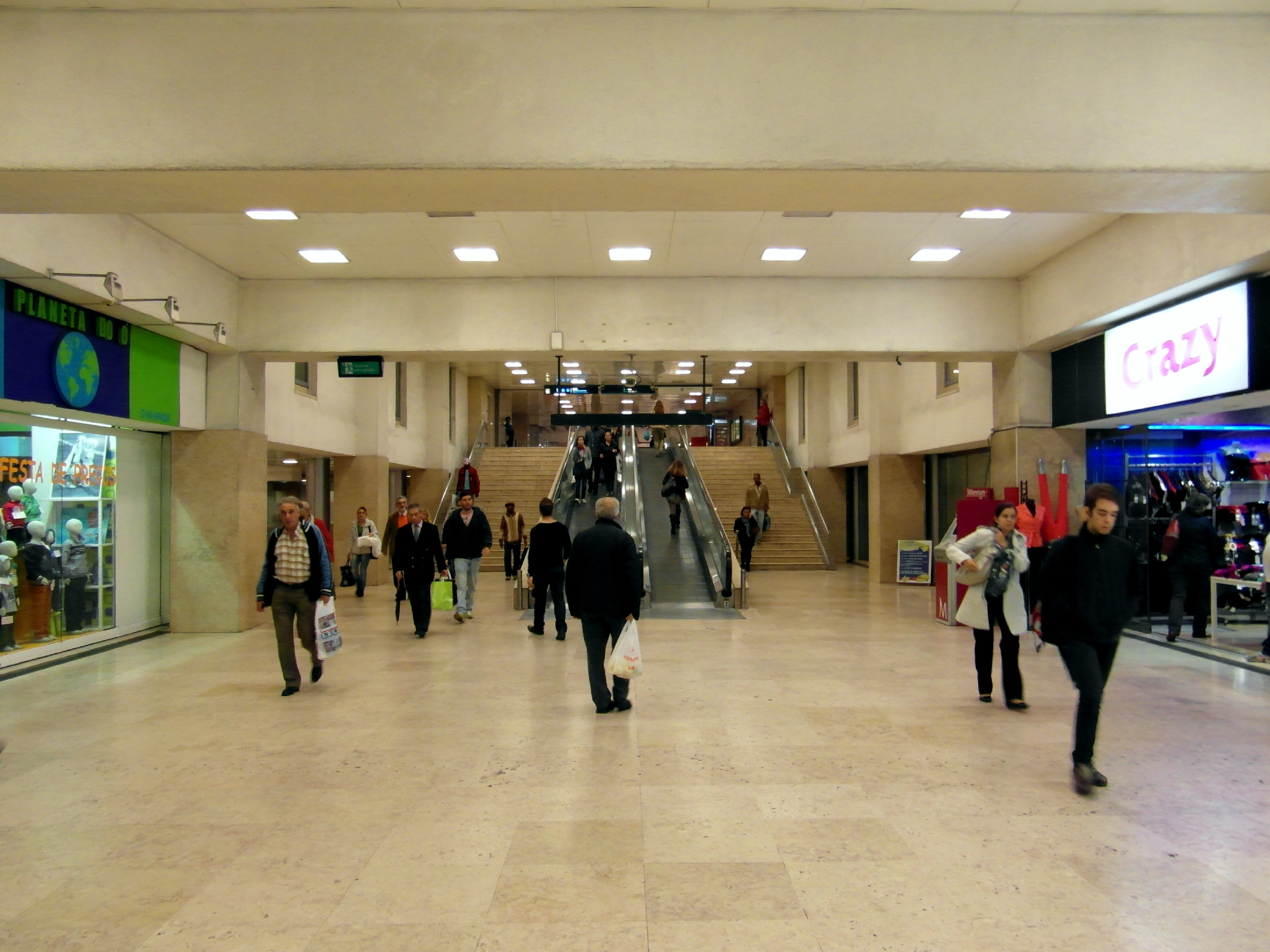
地下通路

## 駅周辺
- アラメダ・ドム・アフォンソ・エンリケス（ポルトガル語版）
- フォンテ・ルミノーサ（ポルトガル語版）
- アロイオス市場
- プラサ・ジョアン・ド・リオ庭園
- ポルトガル国家統計局（ポルトガル語版）
- リスボン大学付属高等技術学校（英語版、ポルトガル語版）（IST）
- サン・ジョアン・デ・デウス教会（ポルトガル語版）

## 隣の駅
リスボンメトロ
 緑線
アレエイロ駅 - アラメダ駅 - アロイオス駅
 赤線
サルダーニャ駅 - アラメダ駅 - オライアス駅